# Garderie pour petiots
 (janvier 2021).
Si vous disposez d'ouvrages ou d'articles de référence ou si vous connaissez des sites web de qualité traitant du thème abordé ici, merci de compléter l'article en donnant les références utiles à sa vérifiabilité et en les liant à la section « Notes et références ».
Garderie pour petiots est le sixième album publié dans la série Donjon Parade de la saga Donjon, numéroté 6, dessiné par Alexis Nesme, écrit par Lewis Trondheim et Joann Sfar, mis en couleur par Walter et publié en janvier 2021.